# Tanjung Gadang (Payakumbuh Barat)
Tanjung Gadang is een bestuurslaag in het regentschap Payakumbuh van de provincie West-Sumatra, Indonesië. Tanjung Gadang telt 3115 inwoners (volkstelling 2010).